# Mendesina carinithorax
Mendesina carinithorax är en skalbaggsart som först beskrevs av Mendes 1938.  Mendesina carinithorax ingår i släktet Mendesina och familjen långhorningar. Inga underarter finns listade i Catalogue of Life.